# 서일대학교
서일대학교(瑞逸大學校)는 서울특별시 중랑구 용마산로90길 28 (면목동)에 위치한 사립 전문대학이다.

## 역사
1974년 12월 20일 학교법인 세방학원의 이용곤에 의해 배성실업학교가 설립되었다. 1977년 1월 서울실업전문학교로 교명을 변경하였다. 1979년 1월 전문대학으로 승격되어 서일공업전문대학으로 교명을 변경하였다. 1983년 11월 서일전문대학으로 교명을 변경하였다. 1998년 5월 서일대학으로 교명을 변경하였다. 2012년 3월 서일대학교로 교명을 변경하였다.
한편 2015년 교육부 대학구조개혁평가에서 D등급을 받았으나 2017년 재정 지원 제한이 해제되었다.

## 교육편제
서일대학교는 IT융합학부, 스미트공학부, 휴먼케어학부, 글로벌외국어학부, 경영사회학부, 디자인학부, 미디어예술학부 등 7개 학부 아래 29개 학과를 편제하고 전문학사 학위 과정을 교수하고 있다.

## 캠퍼스 풍경
서일대학교는 서울특별시 소재 사립 전문대학으로 면목동에 그 캠퍼스가 소재한다. 캠퍼스 서측은 용마산로86길과 접하며, 동측은 산지로 둘러싸여 있다. 캠퍼스에는 9동의 건축물이 위치하고 있다.

### 주요 건축물
- 흥학관 : 지하 2층과 지상 4층이 건물로 인해 총장실과 교무처 등 대학 내 주요 운영 부처가 입주하였다.
- 도서관 : 지상 12층이 건물로 인해 서일대학교 부속 시설인 세방도서관, 세무회계과, 자산법률과, 미디어출판과 등이 입주하였다.